# Сёстры Непорочного Зачатия Пресвятой Девы Марии
Сёстры Непорочного зачатия Пресвятой Девы Марии  (лат. Congregatio Sororum Immaculatae Conceptionis Beatae Virginis Mariae ) — название католической женской монашеской конгрегации.

## История
Католическая женская конгрегация «Сёстры Непорочного зачатия Пресвятой Девы Марии» была основана в 1857 году в Риме святым Августином Рошелли совместно с блаженной Марцелиной Даровской, польским религиозным общественным деятелем, писателем, священником Иеронимом Кайшевичем и польским философом Петром Семененко. В 1863 году Марцелина Даровская основала первую монашескую общину на территории Польши. До 1946 года главный монастырь конгрегации находился в Язловце, Украина. После Второй мировой войны главный монашеский дом был перенесён в Польшу и в настоящее время находится в Шиманове, Польша.

## Деятельность
В своей деятельности монахини особое внимание уделяют воспитанию детей в начальных школах, гимназиях и интернатах. В настоящее время их деятельность в основном распространяется на территории Польши, Украины, Литвы и Белоруссии.

## Святые и блаженные конгрегации
- с. Мария Марта Иисуса
- с. Мария Ева Провидения

## Источник
- Официальный сайт конгрегации  (пол.)